# Ligature dj
Les ligature dj, ligature gl, g scénario avec ascendante, sont des symboles similaires de l’écriture latine utilisés dans certaines versions non standard de l’alphabet phonétique international ou dans d’autres transcriptions, ou encore dans l’alphabet latin abkhaze de 1928. Il n’est pas à confondre avec le d crochet palatal ‹ ᶁ ›.

## Utilisation
Une ligature dj est utilisée dans l’alphabet phonotypique d’Isaac Pitman en 1853. Il a notamment été utilisé auparavant dans l’alphabet phonétique d’Andrew Comstock en 1846 ou encore en 1855, lui-même dérivé d’une version ultérieure de l’alphabet phonotypique.

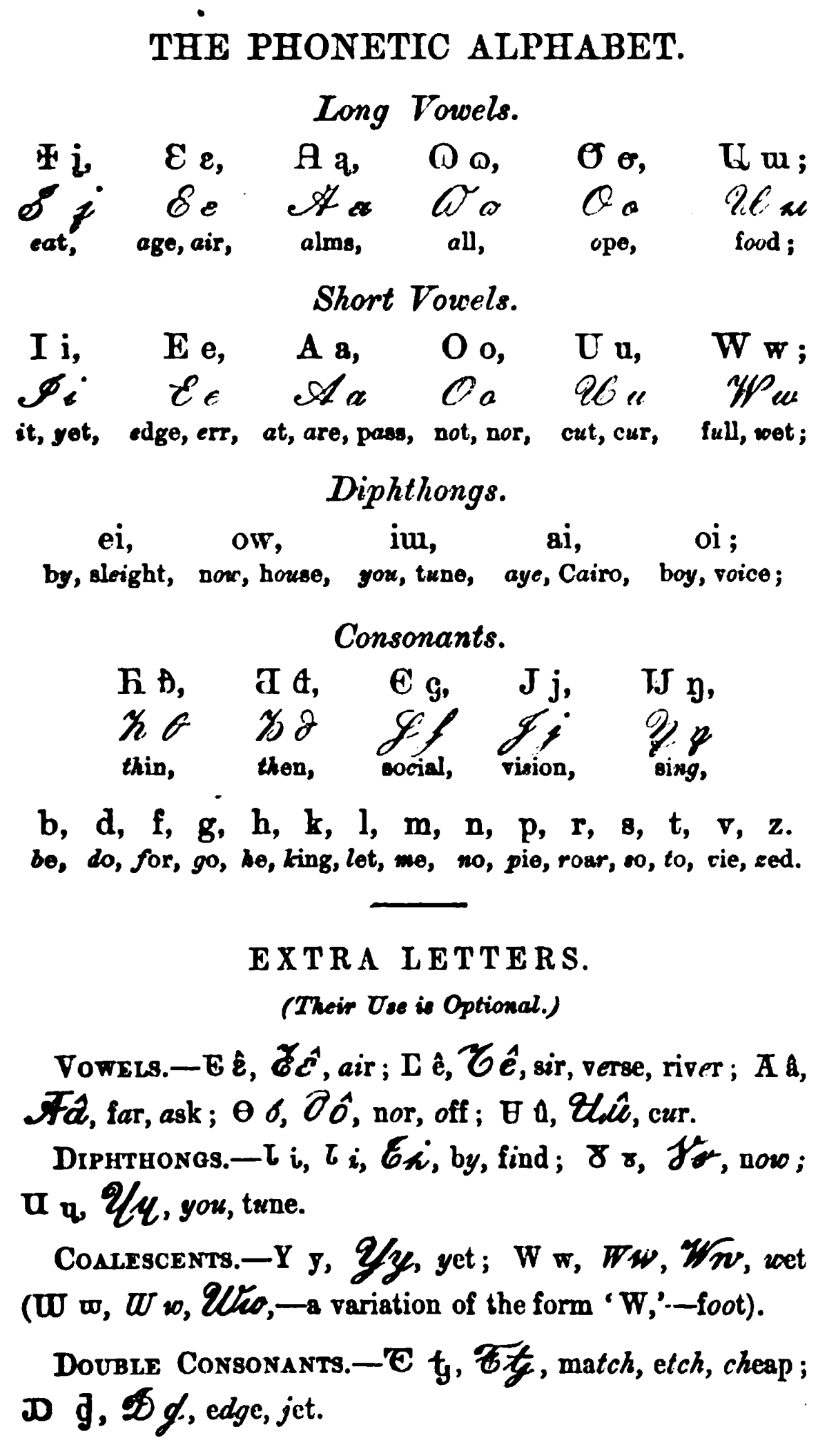
Alphabet phonotypique de décembre 1853.
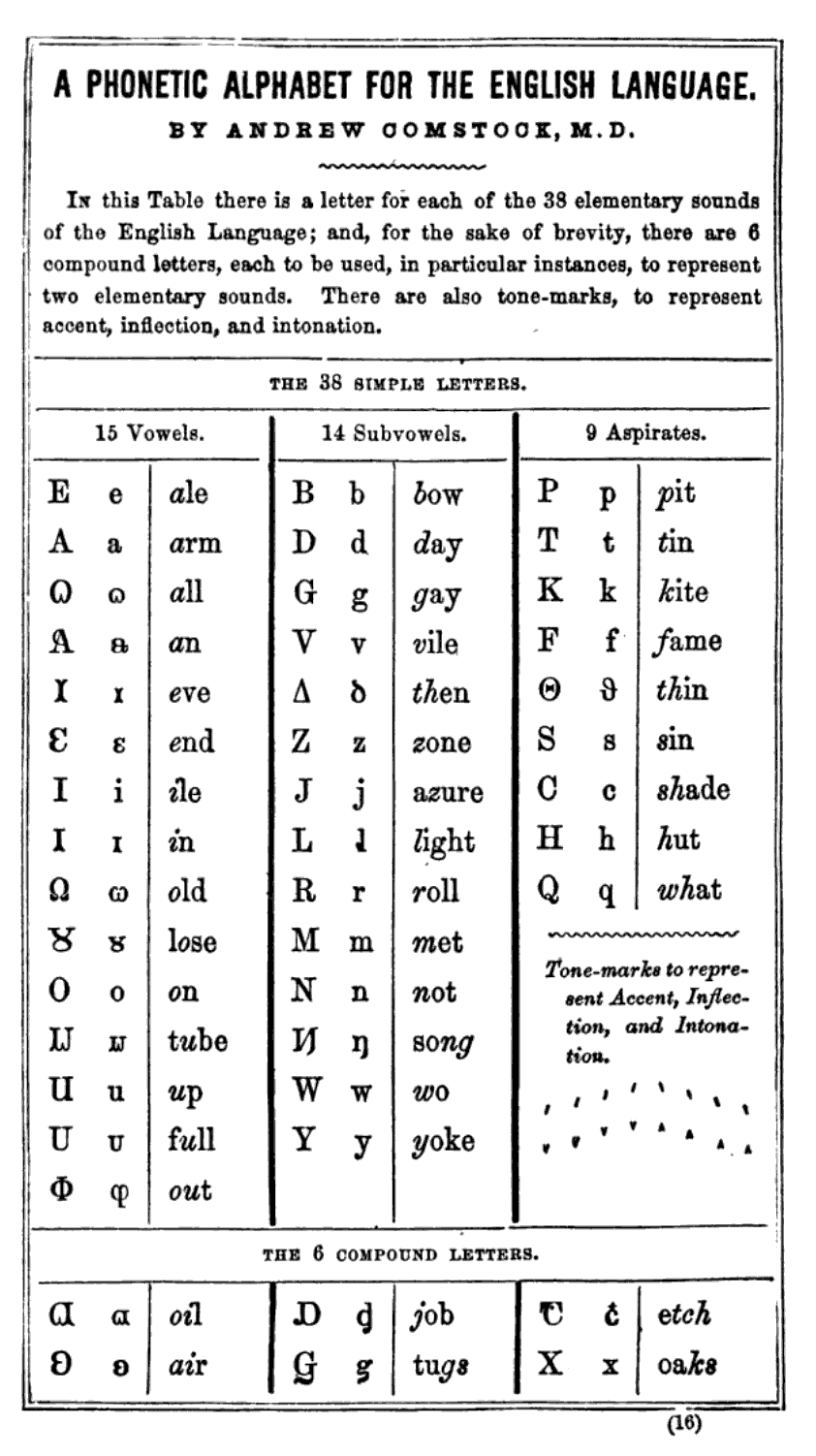
Alphabet de Comstock de 1855.

Un d palatal avec la forme de ligature gl est utilisé dans l’Alphabet dialectal suédois de Johan August Lundell en 1878.

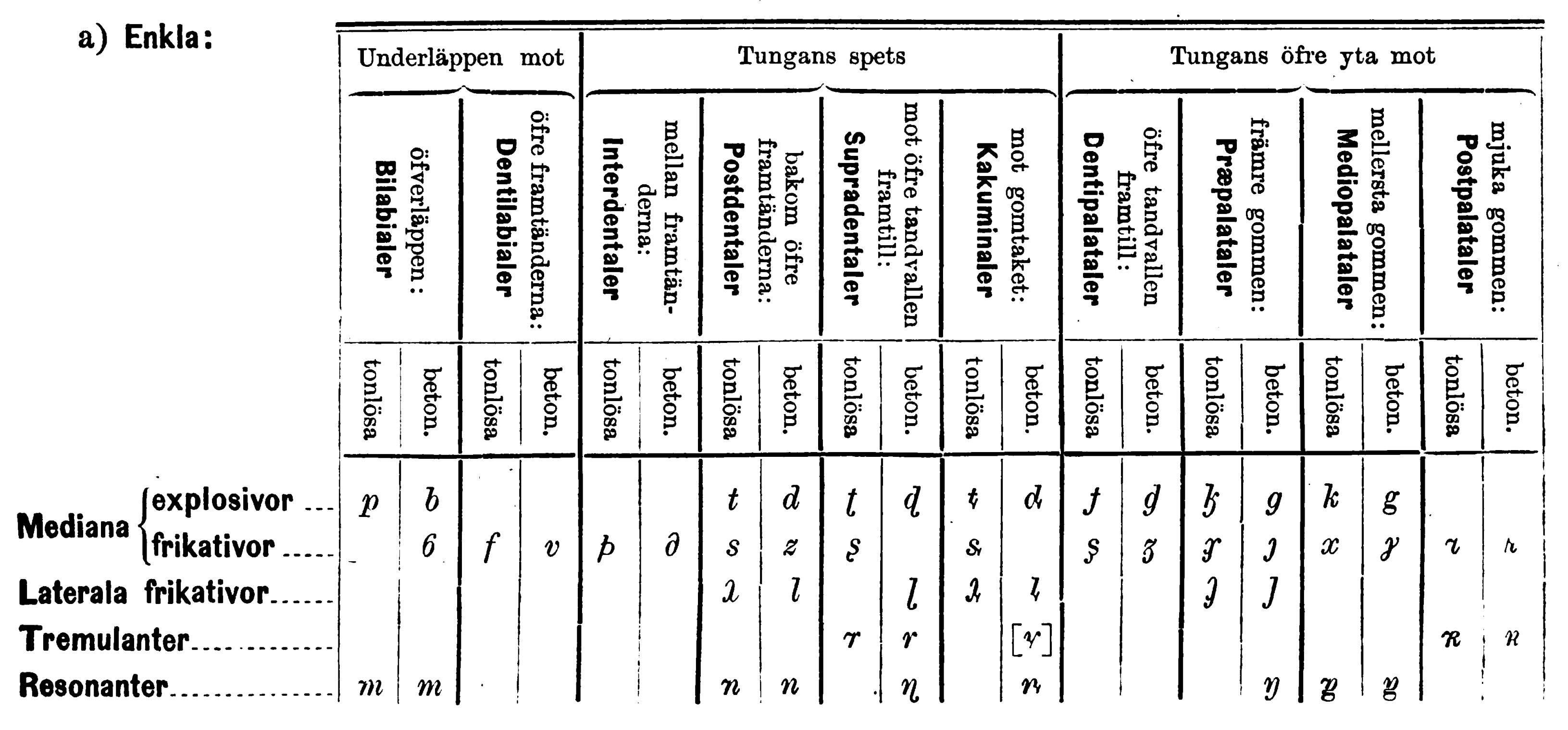
Consonnes de l’Alphabet dialectal suédois de 1878.

Dans certains de ses ouvrages sur les dialectes de langues slaves du sud Jan Baudoin de Courtenay utilise le d palatal dans son alphabet phonétique, notamment en 1904.

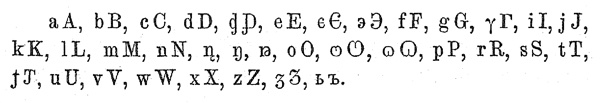
Lettres de base de l’alphabet phonétique de Courtenay en 1904.

Nils Magnus Holmer utilise un d crochet palatal avec la forme d’une ligature gl pour transcrire la consonne occlusive dentale ou interdentale voisée palatalisée du kabi-kabi (gubbi gubbi) et du batjala (butchulla).
La ligature gl pour transcrire la consonne spirante latérale vélaire voisée a été utilisée par Peter Ladefoged, Anne Cochran et Sandra Disner pour la transcrption du melpa, ou Ian Maddieson et Geoff Lindsay pour la transcription du yagaria (en). Cette consonne est transcrite [ʟ] avec l’alphabet phonétique international depuis 1989.
Terry Crowley utilise la ligature dj (un d avec un crochet de j) pour transcrire une consonne occlusive palatale voisée, dans une description de dialectes du Bandjalang (en), normalement transcrit [ɟ] avec l’alphabet phonétique international.

Alphabet abkhaze latin de 1930.
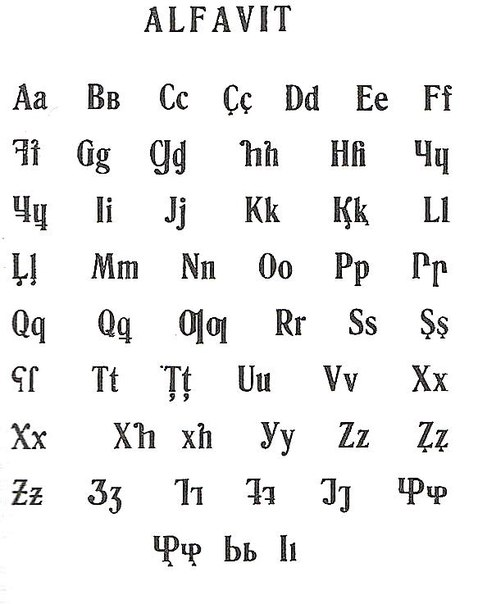
Alphabet abaza latin de 1932.

L’alphabet latin abkhaze, en usage de 1928 à 1938, a utilisé une lettre g cursif avec ascendante pour représenter une consonne affriquée rétroflexe voisée [ɖʐ].

## Représentations informatiques
La ligature dj ou la ligature gl n’ont pas été codés de manière standardisée, par exemple ils ne sont pas dans Unicode.